# Арнольды
Арнольды (фон Арнольды; ед. ч. (фон) Арнольд; нем. von Arnold, швед. von Arnold) —  русские и шведские дворянские роды немецкого происхождения. 

## Российские Арнольды
Известны по крайней мере три рода Арнольдов, состоявших в русском подданстве.

### Первый род
Первый род происходил из немецкого герцогства Нассау, откуда выехал в Россию и поселился в Эстляндии. В 1845 году коллежский асессор Рейнгольд Арнольд, поручик Густав Арнольд, и мичман Карл Арнольд, (все трое — лютеране), были признаны в потомственном дворянском достоинстве Российской империи, и тогда же был утверждён их герб: 

В пурпуровой вершине щита две золотые восьмиугольные звезды, в нижней, в голубом поле четыре золотые колоса. Щит украшен дворянскими шлемом и короною с тремя страусовыми перьями. Намёт голубой подложенный золотом.— Описание герба согласно Высочайше утверждённому диплому
Этот род Арнольдов был внесён в дворянскую книгу Эстляндской губернии. Сын (?) Густава Арнольда, Роман Густавович Арнольд с потомством был позже внесён в дворянскую родословную книгу Симбирской губернии.
В Эстляндии Арнольдам принадлежали два поместья, которые ныне находятся в полуразрушенном состоянии. В одном из них, поместье Ярве (et:Järve mõis), поблизости от современного Кохтла-Ярве, сохранился в виде руины, которую издали можно принять за бетонную, замок 1508 года постройки (et:Järve vasallilinnus). От второй усадьбы, мызы Куртна (et:Kurtna mõis), также расположенной в современной эстонской волости Ида-Вирумаа, сохранился усадебный парк, дом управляющего и хозяйственные постройки, но главный дом также пребывает в запустении.
- Замок Ярве 1508 года постройки, вид снаружи (2006)
- Замок Ярве, вид изнутри (2006)
- Мыза Куртна. Усадебный дом (2014)
- Мыза Куртна. Усадебный парк (2014)

### Второй род
Второй род Арнольдов происходил от выходца из Пруссии (?) Карла Ивановича Арнольда, сделавшего успешную карьеру в Российской империи.
Известны следующие представители этого рода: 
- Арнольд, Карл Иванович (1775—1845) — основатель «Московской Практической академии коммерческих наук», теоретик системы бухгалтерского учёта. 
  - Арнольд, Иван Карлович  (Иоганн Эдуард; 1805—1891) — педагог, основатель первого в Москве училища для глухонемых; художник, сын предыдущего.
  - Арнольд, Юрий Карлович (Георгий или Георг; 1811—1898) — музыкальный теоретик, критик, композитор, вокальный педагог. Почётный член Киевского литературно-артистического общества.
  - Арнольд, Фёдор Карлович (1819—1902) — учёный-лесовод, основатель русской школы лесоустройства, «дедушка русского лесоводства». Профессор Санкт-Петербургского лесного и межевого института, директор Петровской земледельческой и лесной академии. Действительный тайный советник.
    - Арнольд, Фёдор Фёдорович (1850—1915) — сенатор, тайный советник.

### Третий род
Третий род Арнольдов, на раннем этапе упоминавшийся также под фамилией Арнольди (не следует путать с другими Арнольди на русской службе) происходил от выходца из Пруссии Михаила Константиновича Арнольда (Арнольди; 1811—?), который служил сперва в Лубенском гусарском полку, а затем — ротным командиром Виленской бригады пограничной стражи.
Известны следующие представители этого рода:
- Арнольд, Фёдор Михайлович (Арнольди, 1842—1906) — сын М. К. Арнольда, служил в военном министерстве по интендантской части.
  - Арнольд, Владимир Фёдорович (1872—1918) — экономист и статистик, либеральный народник. 
    - Арнольд, Игорь Владимирович (1900—1948) — математик и педагог, доктор педагогических наук, профессор. Член-корреспондент АПН РСФСР.
      - Арнольд, Владимир Игоревич (1937—2010) — математик, академик АН СССР (1990), лауреат Ленинской премии (1965), премии Крафорда (1982), премии Вольфа (2001), Государственной премии Российской Федерации (2007), премии Шао (2008).
        - Арнольд, Виталий Дмитриевич (1968—2017) — племянник предыдущего, математик и педагог.

### Другие Арнольды
К XVIII столетию относятся упоминания о переселившемся из Нассау в Россию около 1716 года Андреаса Арнольде, и его сыне, Иоганне Арнольде, штаб-лекаре, жена которого происходила из рода Икскуль-Гильденбандт. Андреас и Иоганн Арнольд могут быть предками первого рода Арнольдов, однако,  сведения о них не точны, а связи с представителями рода, получившими в 1845 году подтверждение дворянского достоинства, не прослежены.

## Арнольды в Швеции
В Швеции существует дворянский род фон Арнольдов. По состоянию на 2022 год в Швеции проживало 54 человека с фамилией «фон Арнольд» (приставка «фон» считается традиционным указателем дворянства). Этот род использует тот же герб, что и первый из родов российских Арнольдов (происходящий из Нассау). Предполагается, что его основатели, Отто и Фридрих фон Арнольды, в 1889 году по неизвестным причинам переехали из российской Прибалтики в Швецию. Однако, в шведских и норвежских источниках лица с фамилией фон Арнольд зафиксированы уже в 17-м веке (например, норвежский военачальник Ганс Якоб фон Арнольд (sv:Hans Jacob von Arnold; 1669—1758).
Одному из представителей семьи Арнольд в Швеции принадлежит дворец Jordberga (sv:Jordberga slott), известный тем, что в нём снималась часть сцен фильма Ингмара Бергмана «Улыбки летней ночи».